# Jakub Nalepa
Jakub Robert Nalepa (ur. 7 grudnia 1987 w Gliwicach) – polski informatyk, profesor Politechniki Śląskiej, w Katedrze Algorytmiki i Oprogramowania Wydziału Automatyki, Elektroniki i Informatyki Politechniki Śląskiej, laureat Nagrody im. Witolda Lipskiego w 2017 oraz Nagród Naukowych POLITYKI 2020 (Nauki Techniczne). Specjalizuje się w uczeniu maszynowym, algorytmach ewolucyjnych (ze szczególnym uwzględnieniem algorytmów genetycznych i memetycznych), uczeniu głębokim (ang. deep learning) oraz analizie i przetwarzaniu obrazów medycznych i satelitarnych.

## Życiorys
W 2011 na Wydziale Automatyki, Elektroniki i Informatyki Politechniki Śląskiej ukończył studia Macrocourse in Automatic Control, Electronics and Computer Science (za pracę magisterską pt. Parallel memetic algorithm to solve the vehicle routing problem with time windows otrzymał II Nagrodę w Ogólnopolskim Konkursie na Najlepsze Prace Magisterskie z Informatyki organizowanym corocznie przez Polskie Towarzystwo Informatyczne). Na tym samym Wydziale w 2016 uzyskał stopień doktora nauk technicznych (dziedzina: informatyka, specjalność: uczenie maszynowe) na podstawie pracy pt. Genetic and memetic algorithms for selection of training sets for support vector machines, a w 2021 stopień doktora habilitowanego (dziedzina: nauki inżynieryjno-techniczne, dyscyplina: informatyka techniczna i telekomunikacja). Swoje prace publikował w takich czasopismach jak „Neurocomputing”, „Soft Computing, Pattern Recognition Letters”, „Journal of Intelligent and Fuzzy Systems” czy „International Journal of Parallel Programming” oraz prezentował na takich konferencjach jak Genetic and Evolutionary Computation Conference (GECCO), Leading European Event on Bio-Inspired Computation (EvoStar), IEEE International Conference on Image Processing (ICIP), Joint IAPR International Workshops on Structural and Syntactic Pattern Recognition (S+SSPR) czy Radiological Society of North America Meeting (RSNA), a także w ramach tzw. wykładów zaproszonych i seminariów, m.in. na Uniwersytecie w Cambridge.